# Dicamptodon ensatus
Espèce
Synonymes
- Triton ensatus Eschscholtz, 1833

Statut de conservation UICN

 NT  : Quasi menacé
Dicamptodon ensatus est une espèce d'urodèles de la famille des Ambystomatidae.

## Répartition
Cette espèce est endémique du centre-Ouest de la Californie aux États-Unis. Elle se rencontre jusqu'à 900 m d'altitude des comtés de Sonoma et de Napa aux comtés de Santa Cruz et de Monterey.

## Description

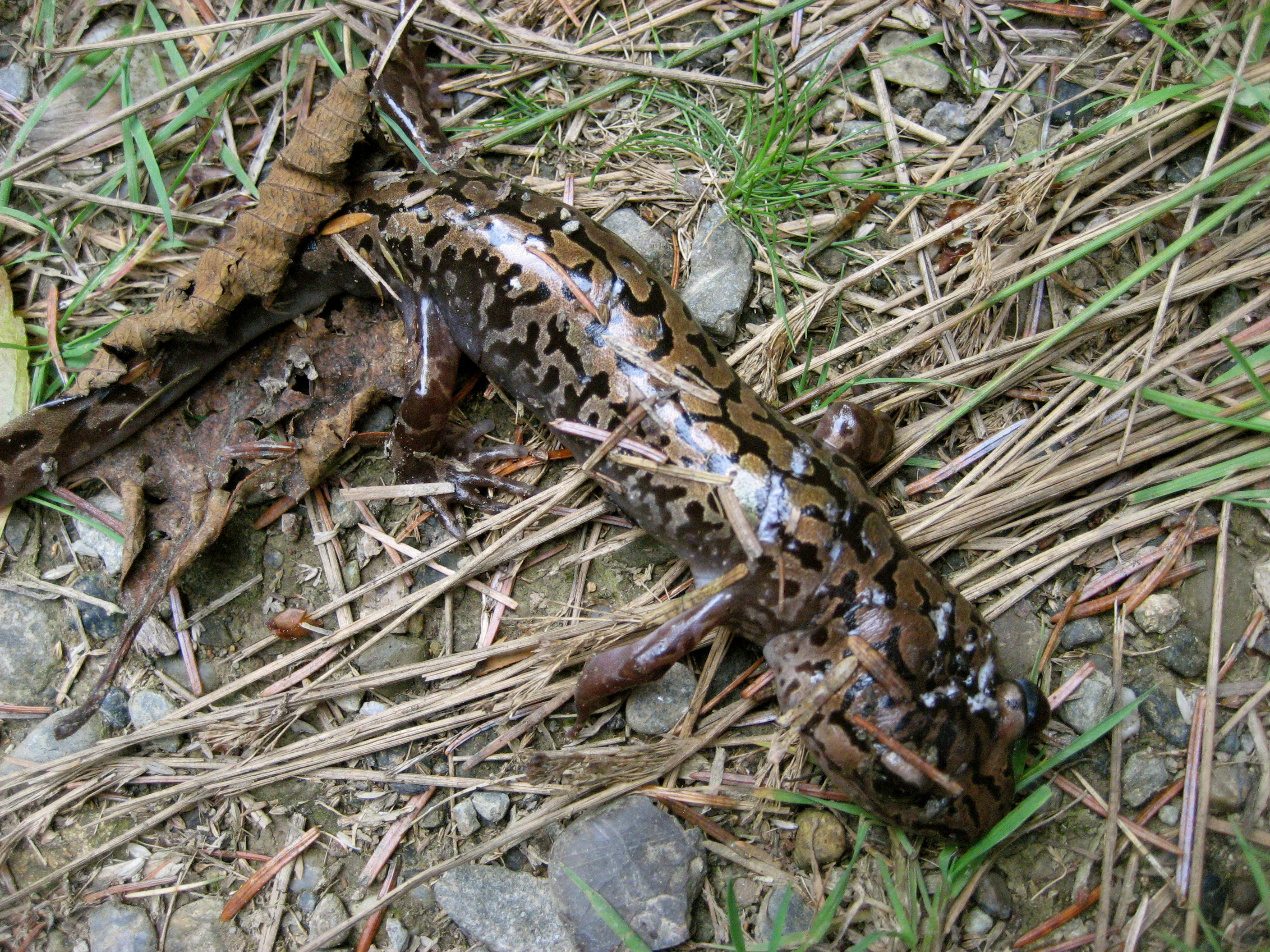
Ambystoma ensatus

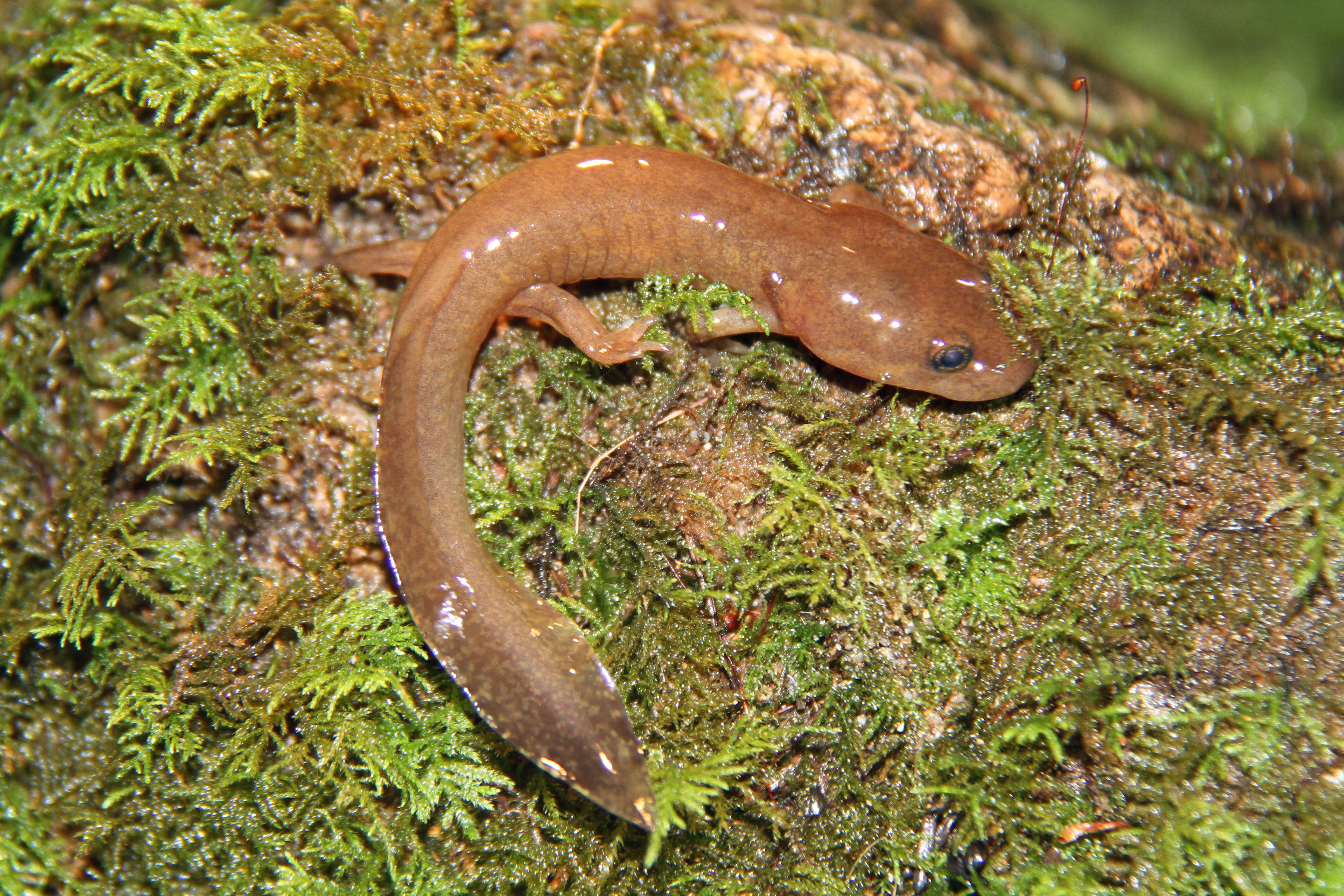
Ambystoma ensatus

Dicamptodon ensatus peut atteindre une taille de 17 à 30,5 cm à l'âge adulte. Cette taille imposante lui vaut son nom vernaculaire anglais de California Giant Salamander (salamandre géante de Californie). Elle présente quatre doigts aux pattes antérieures et cinq aux pattes postérieures. Sa queue représente près de 40 % de sa longueur totale et est comprimée latéralement. Sa tête, son dos et ses flancs présentent des motifs sombres réticulés ou marbrés sur un fond brun clair ou cuivré.

## Publication originale
- Eschscholtz, 1833 :  Zoologischer Atlas, enthaltend Abbildungen und Beschreibungen neuer Thierarten, während des Flottcapitains von Kotzebue zweiter Reise um die Welt, auf Russisch-Kaiserlich Kriegsschupp Predpriaetië in den Jahren 1823-1826 (texte intégral).